# Алга (Астраханская область)
Алга́ — посёлок в Наримановском районе Астраханской области, входит в состав Линейнинского сельсовета.
Один из двух населённых пунктов региона, где большую часть населения составляют этнические кумыки, тюркоязычный народ, традиционно исповедующий ислам. Второе такое поселение — хутор Громов в Ахтубинском районе на севере области. На Яндекс. Картах и Картах Google посёлок никак не обозначен, хотя на спутниковых снимках вполне различимы жилые строения. Географические координаты в данной статье приводятся по «Карте народов Астраханской области», сервису проекта «Языкознание».
Территория, на которой находится посёлок Алга, является предметом территориального спора между Калмыкией и Астраханской областью. С точки зрения правительства Республики Калмыкия, Алга и близжлежащие земли, а также крупное село Басы, относятся к территории Черноземельского района, входящего в её состав, хотя фактически используются и управляются Астраханской областью.

## Физико-географическая характеристика
Посёлок расположен в степи в юго-западной части Наримановского района. Расстояние до Астрахани составляет 98 километров (до центра города), до районного центра города Нариманова — 100 километров, до административного центра сельского поселения села Линейное — 50 километров.
Климат резко континентальный, с жарким и засушливым летом и бесснежной ветреной, иногда с большими холодами, зимой. Согласно классификации климатов Кёппена-Гейгера тип климата — семиаридный (индекс BSk).

## История
До января 1983 года посёлок назывался ОТФ колхоза Победа.

## Население
| 2002 | 2010 | 2011 | 2012 | 2013 | 2014 | 2015 |
| ---- | ---- | ---- | ---- | ---- | ---- | ---- |
| 77   | ↘40  | ↘22  | ↘17  | ↗37  | →37  | ↘13  |

Этнический состав
| Национальность | Численность (2010) | Процент |
| -------------- | ------------------ | ------- |
| Кумыки         | 12                 | 26,7%   |
| Даргинцы       | 10                 | 22,2%   |
| Казахи         | 8                  | 17,8%   |
| Чеченцы        | 8                  | 17,8%   |
| Русские        | 7                  | 15,6%   |
| Всего          | 45                 | 100%    |

## Транспорт
Посёлок не связан с другими населёнными пунктами общественным транспортом.